# World Class Wreckin’ Cru
Die World Class Wreckin’ Cru war eine US-amerikanische Electro-/Hip-Hop-Band. Sie waren in den 1980ern eine wichtige Größe der kalifornischen Hip-Hop-Szene aus der sich später der Westcoast-Hip-Hop entwickelte. The World Class Wreckin’ Crew gehörte zu den Pionieren, die Rap mit elektronischer Musik verknüpften. DJ Yella und Dr. Dre wurden aus ihrer Bekanntschaft heraus Mitglieder von N.W.A.
Die Gruppe bildete sich, als Nachtklubbesitzer Lonzo (Alonzo Williams) für seinen Eve After Dark-Club die beiden lokalen Berühmtheiten DJ Yella und Dr. Dre zusammen mit seinem alten High-School-Freund Cli-N-Tel engagierte. Ihre ersten Singles, von ihnen im zum Club gehörenden Studio aufgenommen, etwa Surgery (1984) oder Juice (1985) waren zusammen mit Tracks von Egyptian Lover oder L.A. Dream Team wichtige Veröffentlichungen in der Fusion von Old School Hip Hop und Electro. 1988, im selben Jahr in dem N.W.As Meilenstein Straight Outta Compton erschien, erreichte The World Class Wreckin’ Crew mit Turn Off the Lights die Pop-Charts.
Die Bandmitglieder Yella und Dr. Dre begannen sich immer mehr auf die Arbeit in N.W.A zu konzentrieren. Zusammen mit Ice Cube hatten sie die Single Boyz N The Hood für Eazy-Es neues Label Ruthless Records geschrieben. Nachdem die dafür vorgesehenen Interpreten HBO es nicht wollten, gründeten sie zusammen mit Eazy-E die N.W.A. Die letzte LP, Phases in Life von 1990 war fast eine Solo-Veröffentlichung von Lonzo. Die anderen drei Bandmitglieder waren kaum in die Produktion involviert.